# Erik Höglund
Erik Sylvester Höglund, född 31 januari 1932 i Karlskrona, död 27 januari 1998 i Maria Magdalena församling i Stockholm, var en svensk skulptör, målare, grafiker och glaskonstnär.

## Biografi
Erik Höglund var son till revisorn Torsten Höglund och Jenny Jonsson samt yngre bror till skulptören och grafikern Tore Enar Höglund. Han studerade vid Konstfack i Stockholm, först dekorativt måleri för Fritz Sjöström, därefter skulptur för Robert Nilsson och slutligen grafik 1951–1952 för Harald Sallberg. Han var, rekryterad av Erik Rosén, formgivare knuten till Boda glasbruk 1953–1973 och kom under denna tid att omvandla svensk konstglastillverkning genom att införa nya idéer om hur glasprodukter skulle se ut. Hans anslag vad gäller bland annat gravyrer, färger och jordnära, asymmetrisk formgivning blev framgångsrik på utländska marknader. Under tiden i Boda arbetade han också med furu, järnsmide och möbler. Han samarbetade senare också med andra glasbruk, till exempel Pukeberg, Lindshammar och Studioglas Strömbergshyttan.
År 1968 grundade han och glaskonstnären Monica Backström designföretaget Backström & Höglund Design AB, med formgivning av möbler, hushållsredskap och bruksföremål för offentlig miljö. Höglund var också medlem i Vet Hut AB, som bildades 1971 av tio av Boda glasbruks formgivare vid sidan om det ordinarie arbetet: Erik Höglund, Monica Backström, Ann Wolff, Göran Wärff, Bertil Vallien, Ulrica Hydman-Vallien, Per Arne Lundahl, Liselotte Jörgensdotter, Gunhild Sinnemark och Rolf Sinnemark. 
Som skulptör utförde Erik Höglund ett stort antal offentliga utsmyckningar i olika material, inklusive tegel och betong. Han samarbetade då ofta med arkitekter som Jon Höjer på Höjer & Ljungqvist, Bengt Gate och Lars Ågren.

### Utställning
I Palmcrantzska fabriken i Stockholm fanns tidigare en av Ulf G. Lindén ägd permanent utställning med konstverk av Erik Höglund. Denna samling donerades till Blekinge museum i Karlskrona i september 2009.

### Offentliga verk i urval

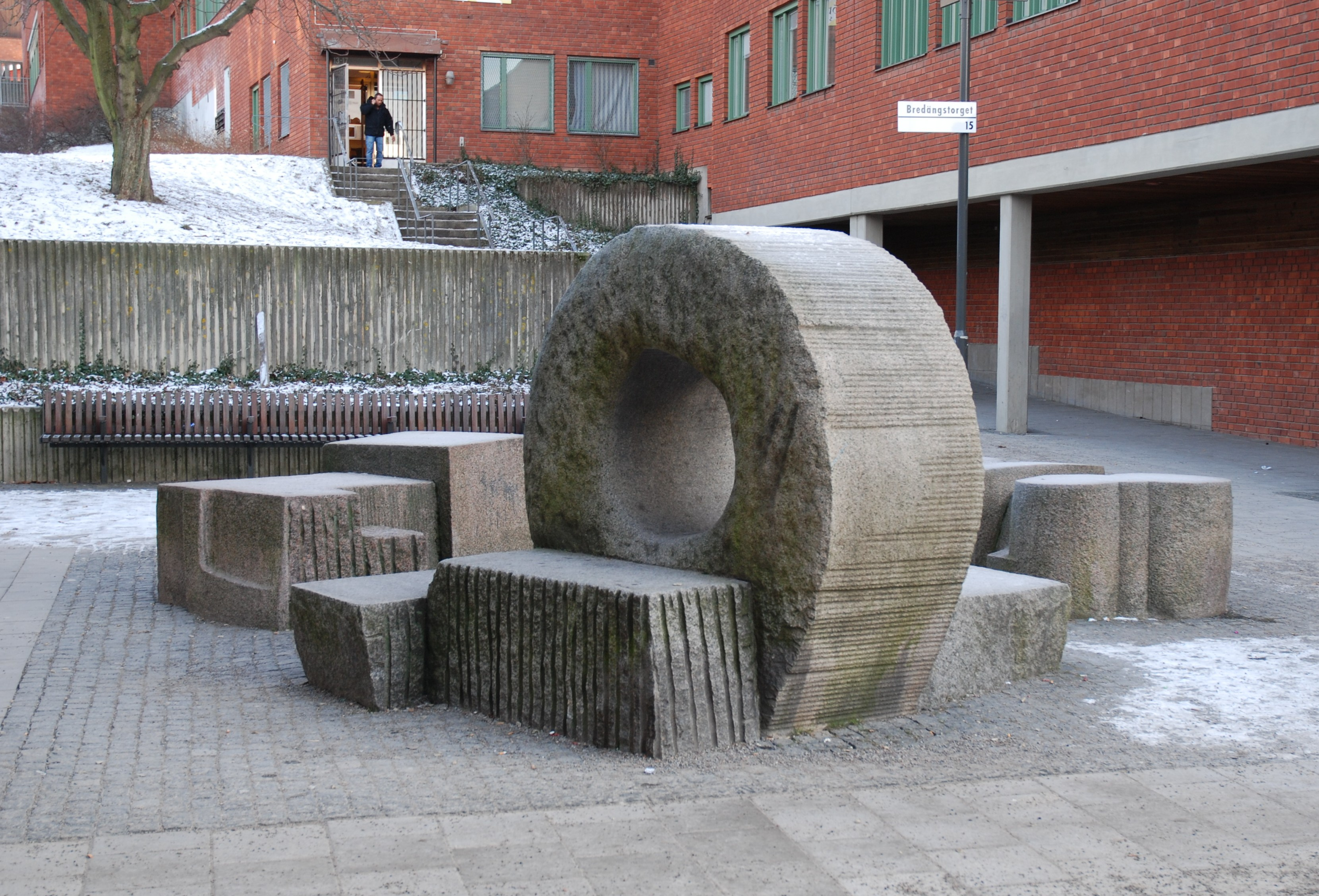
Två djur och leksak (1966), granit, Bredängs Torg i Stockholm.

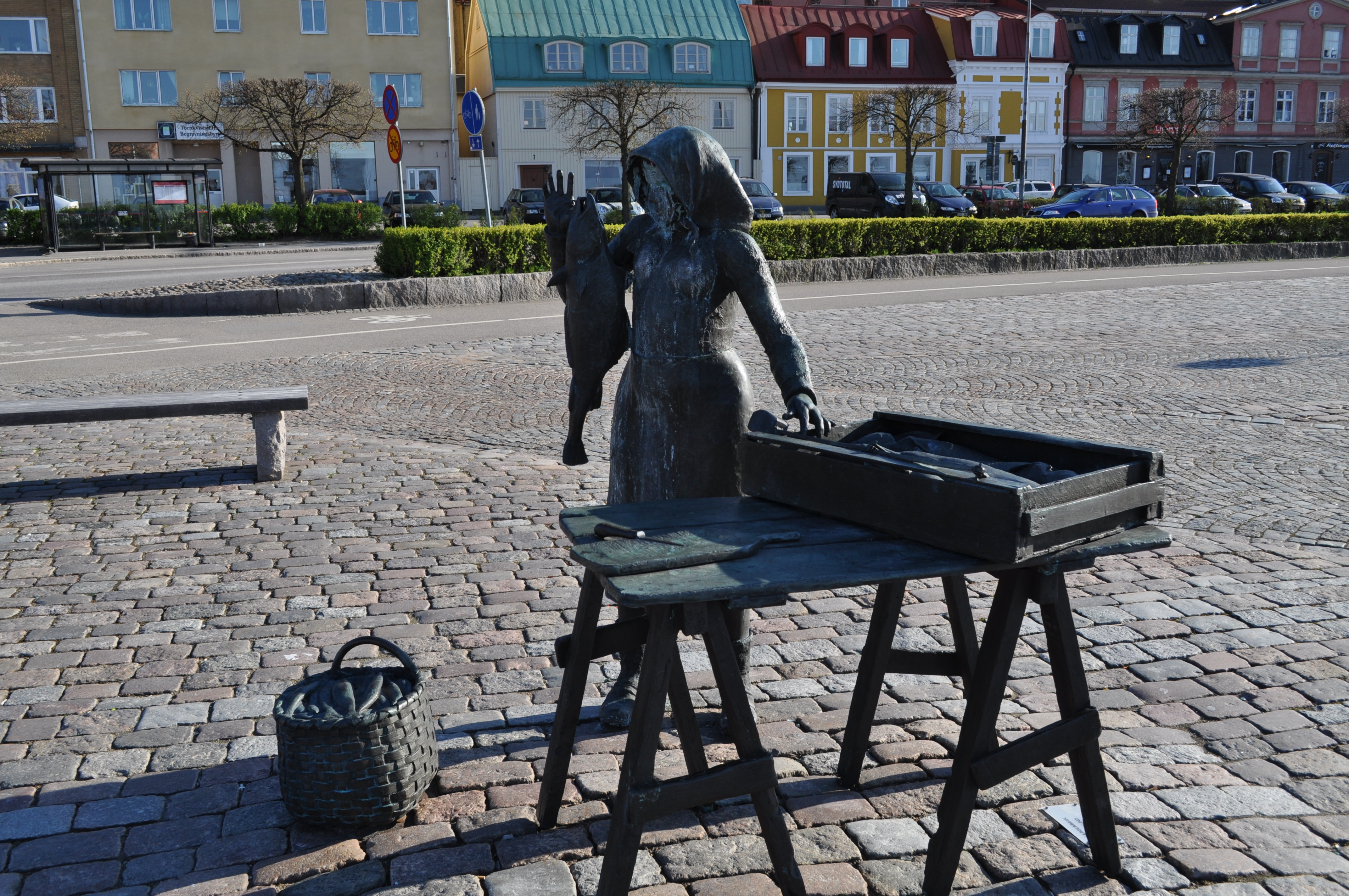
Fiskargumman vid fisktorget i Karlskrona.

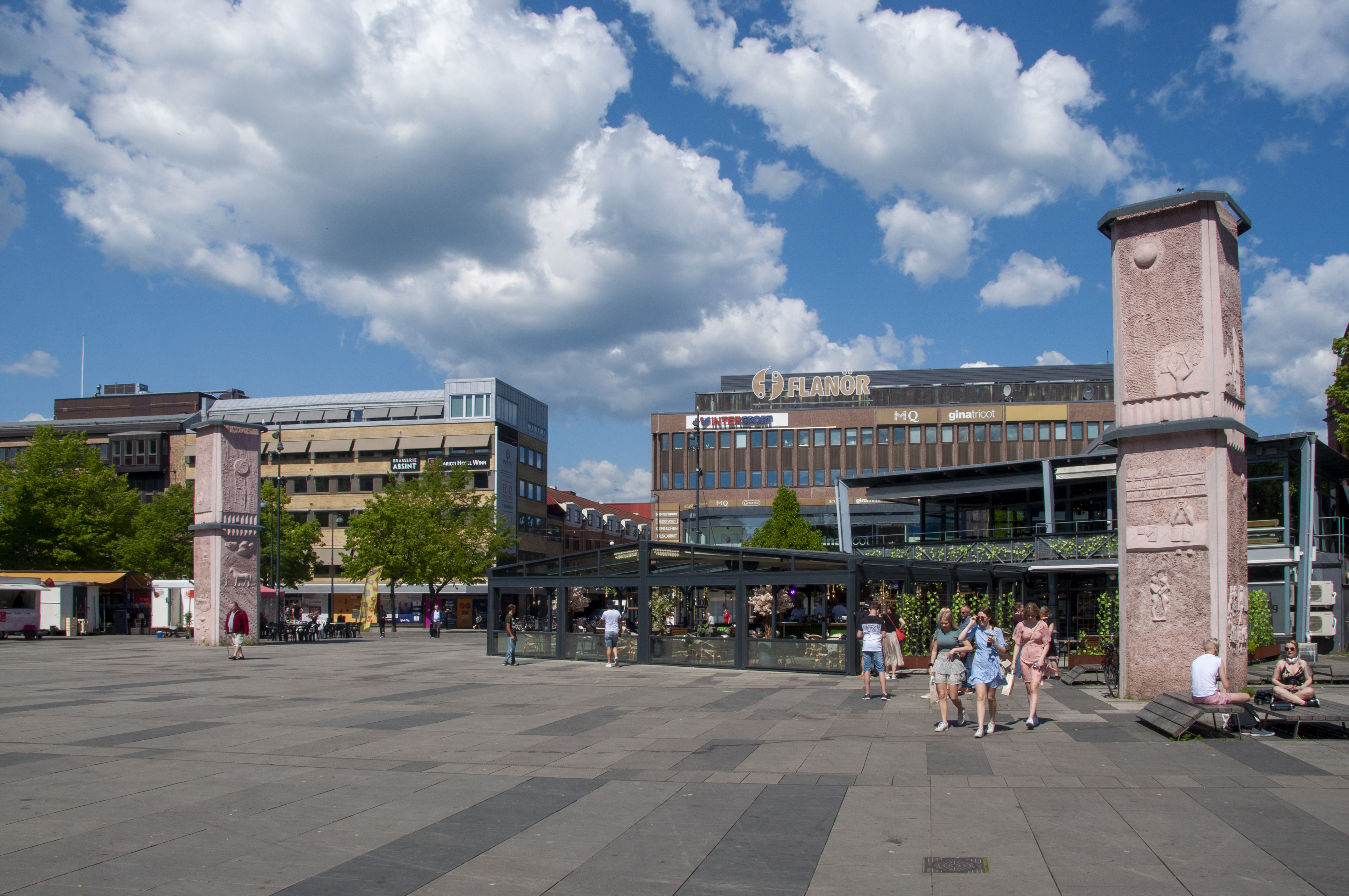
Torgpelare i Gävle

Erik Höglund har utfört omkring 150 offentliga utsmyckningar i glas, brons, smide, tegel, granit och betong.
- Cyklister I (1956), brons, läroverket i Trelleborg
- Cyklister II (1957), brons, läroverket i Karlskoga
- Cyklister III (1957), brons, Hökarängens skola i Stockholm
- Det levande ordet (1958), målning på Nybro stadsbibliotek
- Cyklister IV (1958), brons, Hantverkstorget i Sandviken
- Cyklister V (1959), Sjöboskolan, Borås
- Muralglasfönster (1962) i Borgholms kyrka
- Kristallglasskogen (1964), glasmosaikvägg, Ellagårdsskolan i Täby kommun
- Kunskapens träd (1966), järnsmide och glas, Folkets Hus i Nybro
- Djurskulpturer (1964-67), granit, Hallsberg
- Två djur och leksak (1966), granit, Bredängs torg i Stockholm
- Damm med fontän (1967), granit, Trelleborg
- Sittande gravid kvinna (1971), brons, Haganässkolan i Älmhult
- Båt med fiskare (1972), järn, glas och trä, Hotell Witt i Kalmar
- Torgpelare (1971-74), betong,  Stortorget i Gävle
- Tyngdlyftaren (1974), brons, idrottshallen i Östersund
- Ringar på vattnet (1976-77), brons, Rödeby Torg, Karlskrona kommun
- Livsspel, tegelreliefvägg, och Gamla mynt, glas, båda 1979–80, Sparbanken i Linköping
- Simmare (1980), smidesjärn, simhallen i Rödeby, Karlskrona kommun
- Cirkusglob (1980-81), smidesjärn, länsstyrelsen i Kristianstad
- Fiskargumman (1981-82), brons, Fisktorget i Karlskrona
- Den läsande familjen (1983), brons och glas, Stadsbiblioteket i Kalmar
- Livräddare (1985), koppar, Simhallen i Haganässkolan i Älmhult
- Det var dans bort i vägen (1985), brons, Torsås
- Mor och barn, brons, Trelleborg
- Den stolte fadern och Två människor, brons, bostadsområdet Eskadern i Linköping
- Lekskulptur i tegel, förskolan Lönneberga, Norra Fäladen i Lund

Höglund finns representerad vid bland annat Örebro läns landsting.

### Familj
I sitt första äktenskap 1953–1967 var Erik Höglund gift med Maerit Levin (född 1932). Han var därefter sambo 1968–1972 med konstnären Monica Backström. I andra äktenskapet var han från 1974 gift med Ingrid Höglund.
Erik Höglund är far till socionomen Mi Höglund (född 1953), glaskonstnären Ola Höglund (född 1956), konstnären Anna Höglund (född 1958), konstnären och kostymören Sara Rollof-Schedin (född 1964), glaskonstnären Erika Höglund (född 1971) och fotografen Albin Höglund (med konstnärsnamnet Albin Biblom) (född 1975).

## Bildgalleri

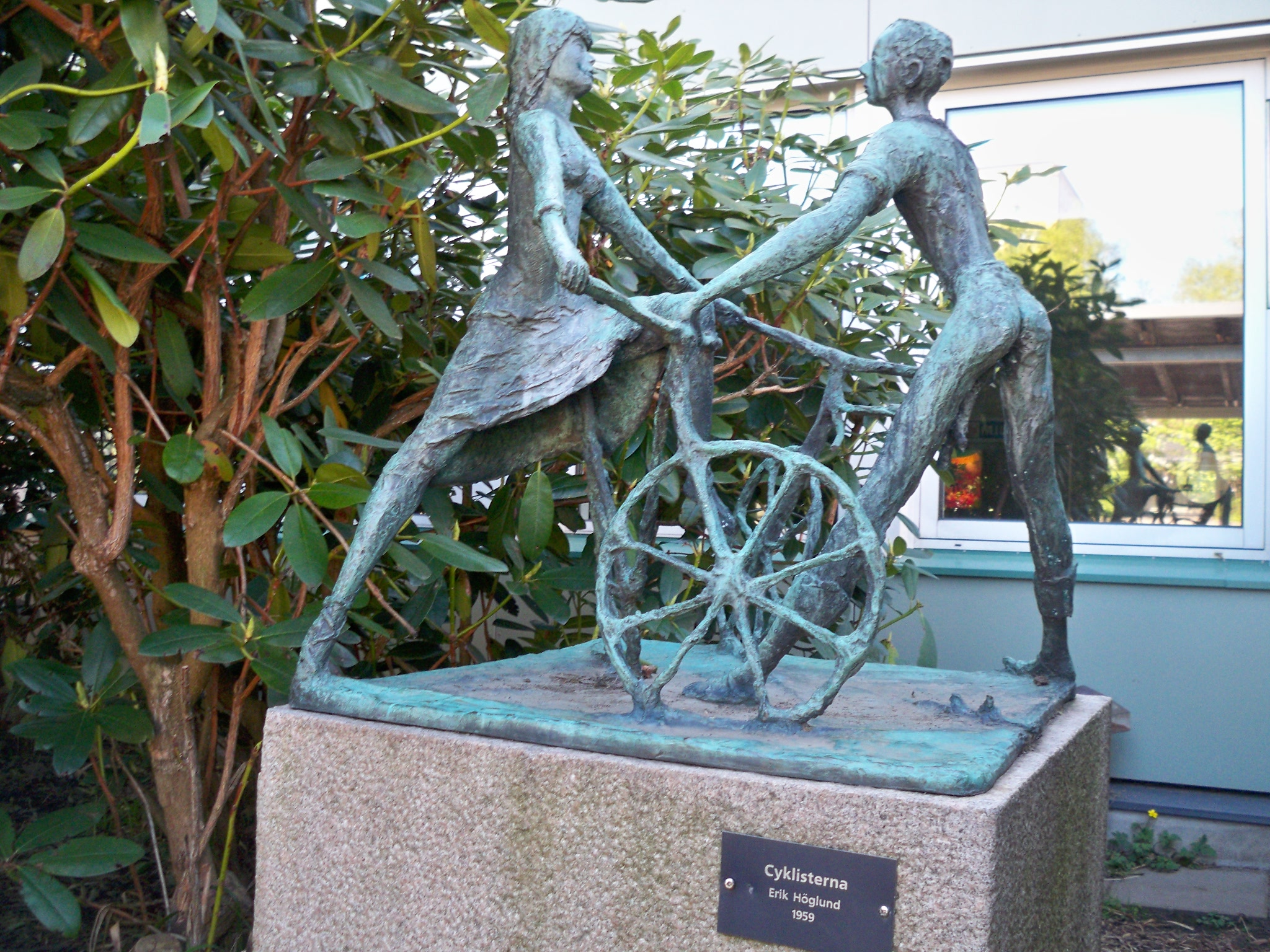
Cyklisterna vid Sjöboskolan i Borås
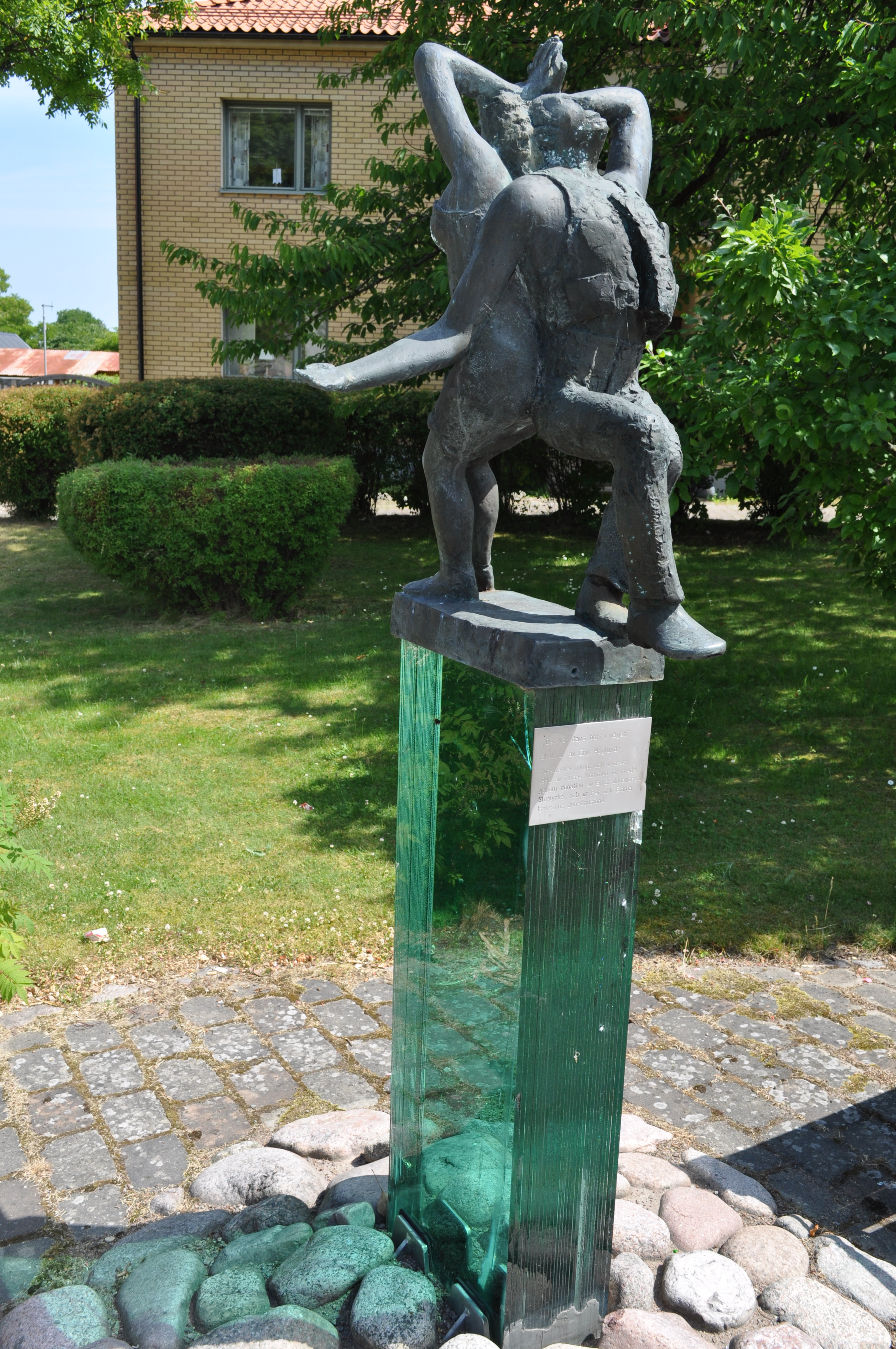
Det var dans bort i vägen i Torsås
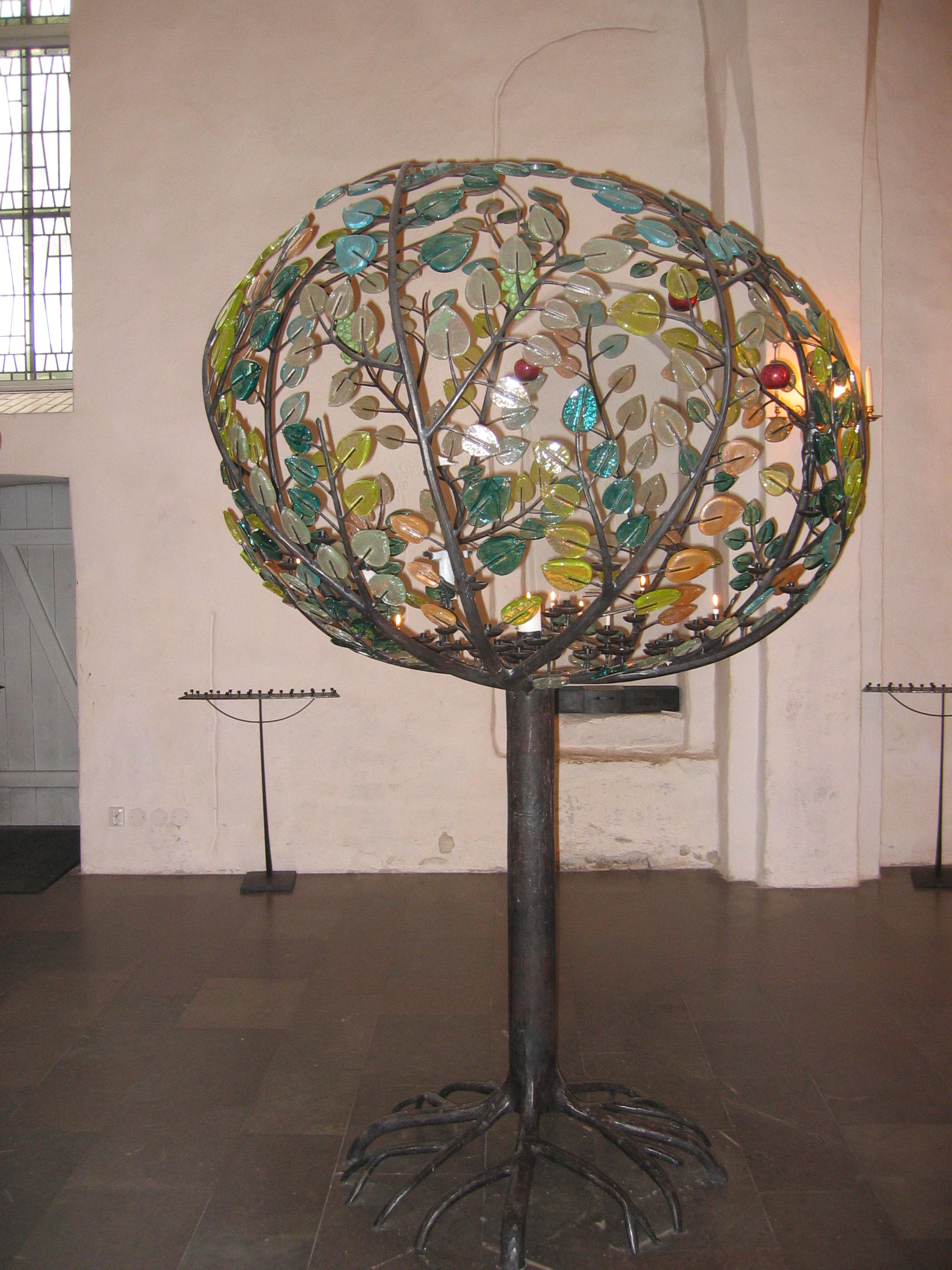
Träd i glas, Växjö domkyrka
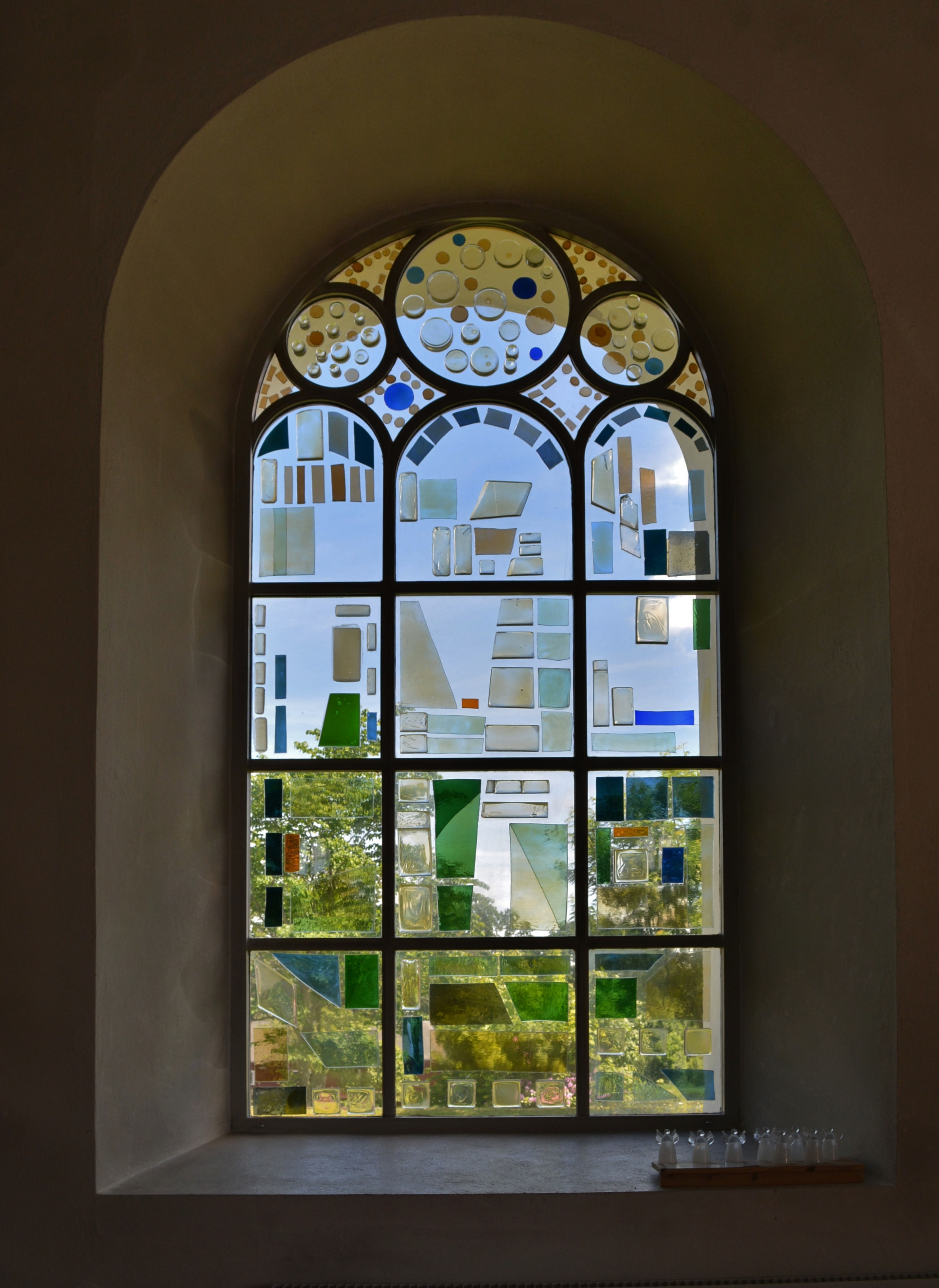
Korfönster i Algutsboda kyrka
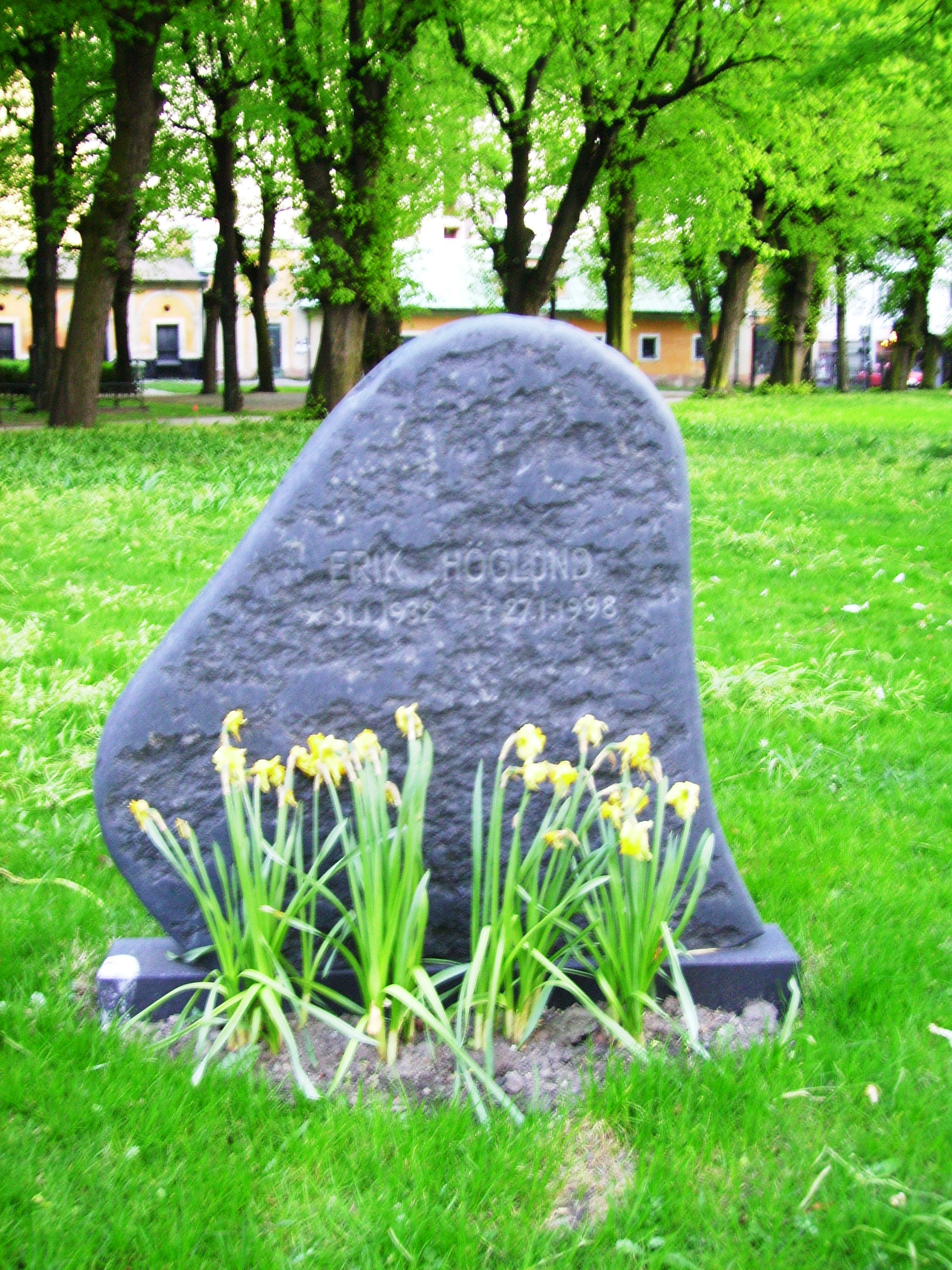
Erik Höglunds gravvård på Maria Magdalena kyrkogård i Stockholm
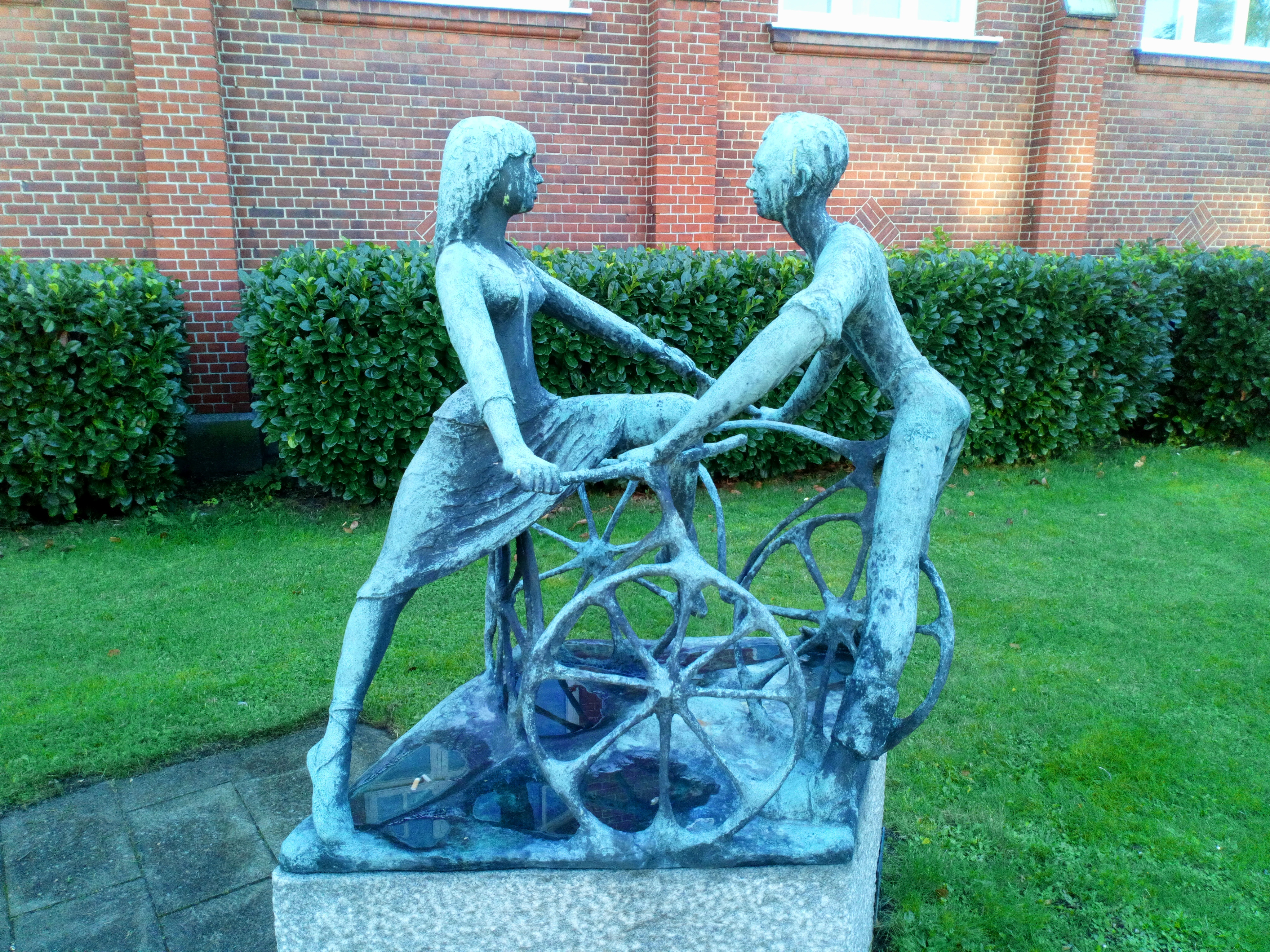
Cyklister i Trelleborg
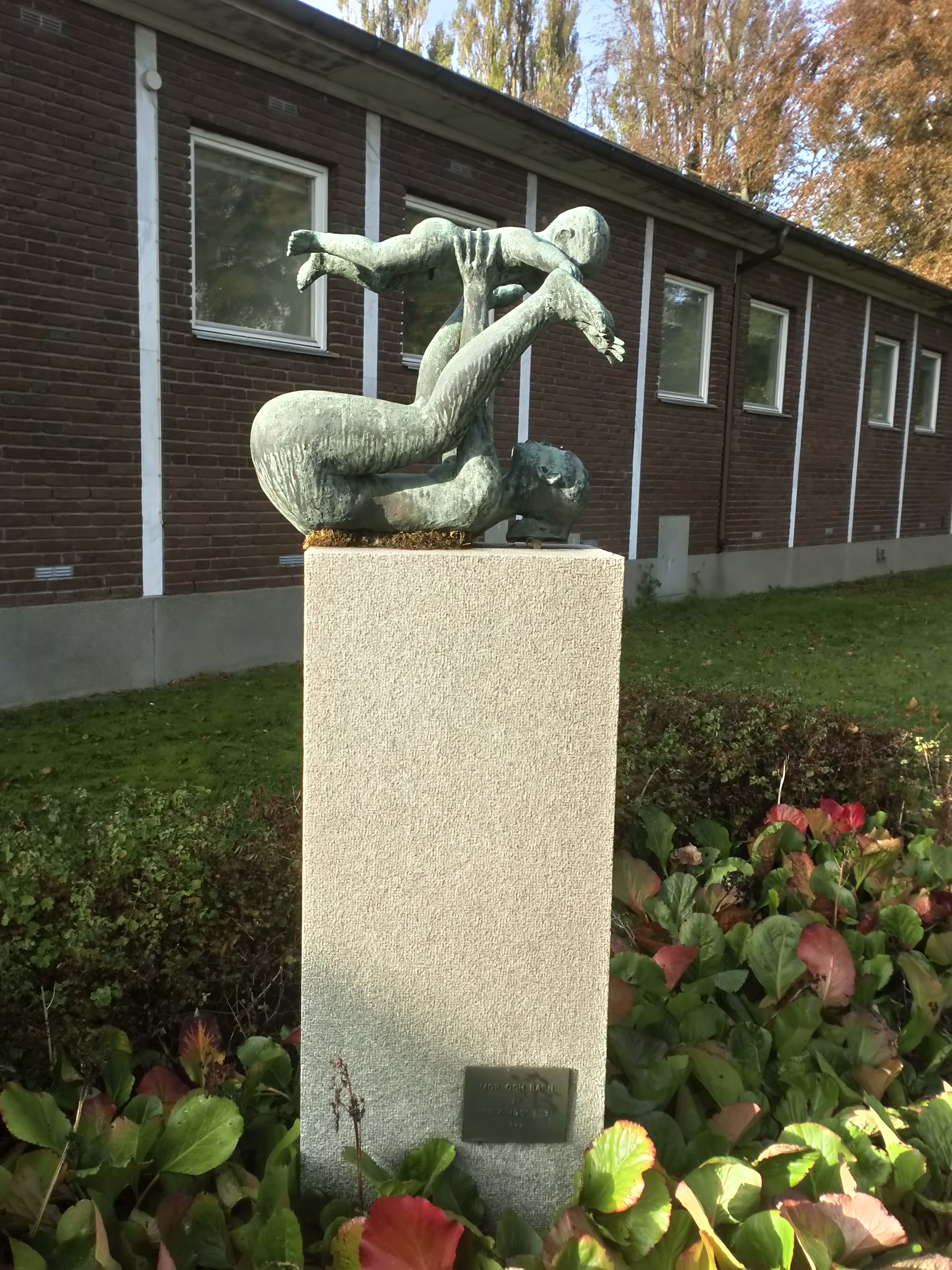
Mor och barn i Trelleborg
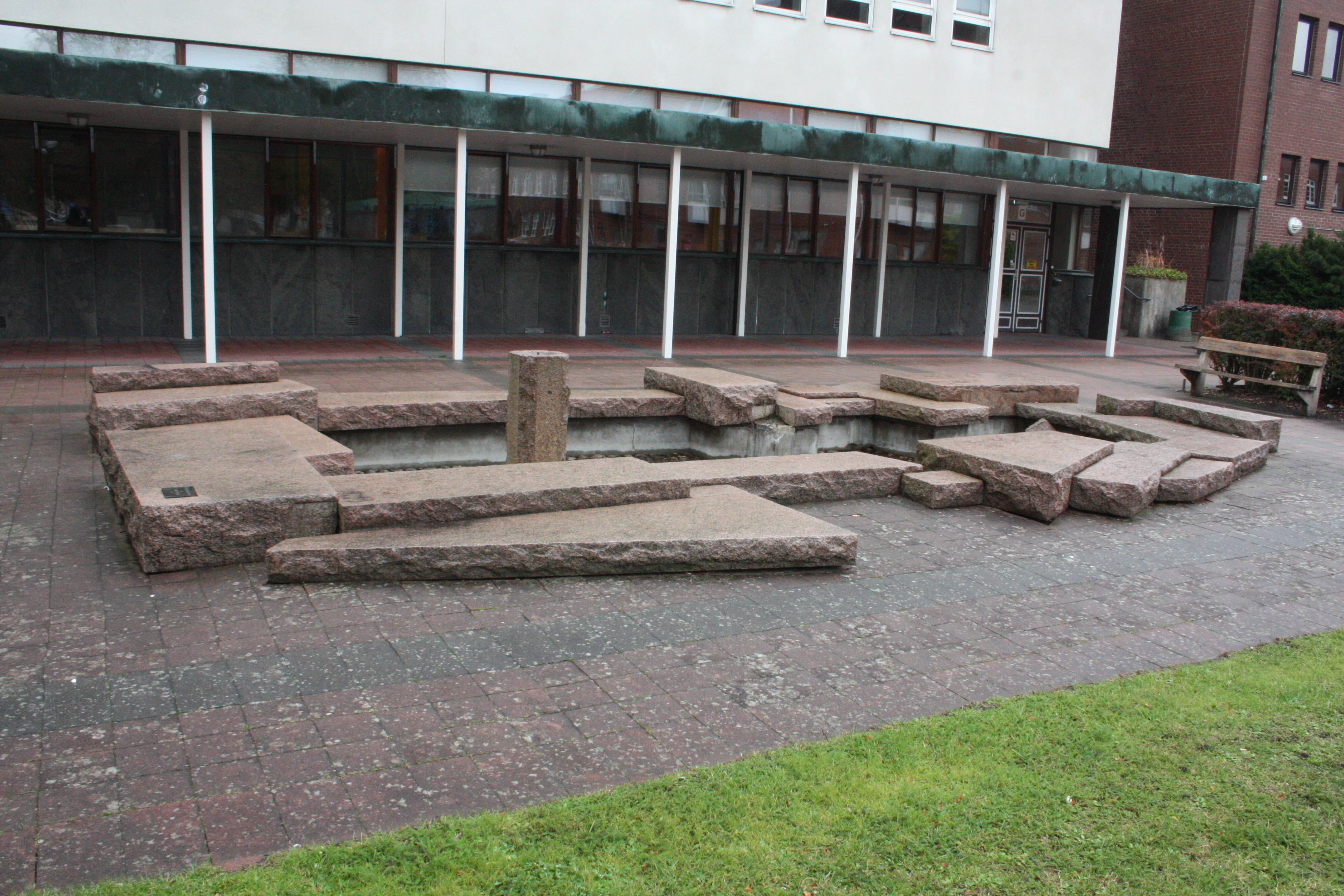
Fons fori scholae i Trelleborg